# Premier bouteiller de Bretagne
Le titre de bouteiller a été utilisé en France dès le XIe siècle, puis remplacé par celui de grand bouteiller et ensuite par celui de grand échanson. En Bretagne, les ducs eurent également des premiers bouteillers et échanson.
Avant le XVe siècle, les noms des premiers bouteillers de Bretagne ne sont pas connus. 

## Liste
| Dates | Titulaire          | Duc                       | Notes                                                                                           | Blason |
| ----- | ------------------ | ------------------------- | ----------------------------------------------------------------------------------------------- | ------ |
| 1416  | Guillaume du Val   | Jean V le Sage            | D'argent, à deux fasces de sable, à la bordure de gueules, besanté d'or                         |        |
| 1417  | Pierre de Thomelin | Jean V le Sage            | Écartelé au 1 et 4 : d'azur à cinq billettes d'argent en sautoir ; au 2 et 3 : de gueules plein |        |
| 1449  | Rolland de Carné   | François Ier le Bien-Aimé | D'or, à deux fasces de gueules                                                                  |        |
| 1454  | Jean de Muzillac   | Pierre II le Simple       | De gueules, au léopard lionné d’hermines                                                        |        |
| 1469  | Jean du Fou        | François II               |                                                                                                 |        |
| 1498  | Gilles de Kermené  | Anne                      |                                                                                                 |        |
| 1507  | Guy d'Espinay      | Anne                      | D'argent, au lion coupé de gueules et de sinople, armé d'or                                     |        |